# Citrus garrawayi
Espèce
Citrus garrawayi est un agrume sauvage rare décrit par F.M. Bailey en 1905 à partir d'un spécimen provenant de la forêt tropicales de la péninsule du Cap York dans le Queensland. Il est également présent en Papouasie-Nouvelle-Guinée, l'ile de Goodenough dans un milieu différent et une altitude plus élevée.  

## Taxonomie
L'espèce a été nommé Citrus garrawayi par Frederick Bailey en mémoire son premier descripteur et collecteur R. W. Garraway. F. Brass en découvre un exemplaire en 1953 dans l'Ile Goodenough lors de la 4éme expédition Archbold pour le Queensland Herbarium qui voit aussi la découverte de Citrus wakonai.
Depuis les travaux de phylogénie de Randall Bayer, David Mabberley et al. (2009) il n'est plus possible de suivre André Guillaumin (1917) qui écrivait «F. M. Bailey l'a décrit sous le nom de Citrus Garrawayi, Beauvisage a montré que le nom véritable devait être Citrus oxanthera ». C. oxanthera appartient en effet à un clade éloigné alors que C garrawayi est proche du citron caviar (C. austalasica) et de fraustrimedin, un triple hybride anciennement considéré comme l'espèce C. x oliveri ((×Citrofortunella microcarpa × Fortunella sp.) × Microcitrus australasica)

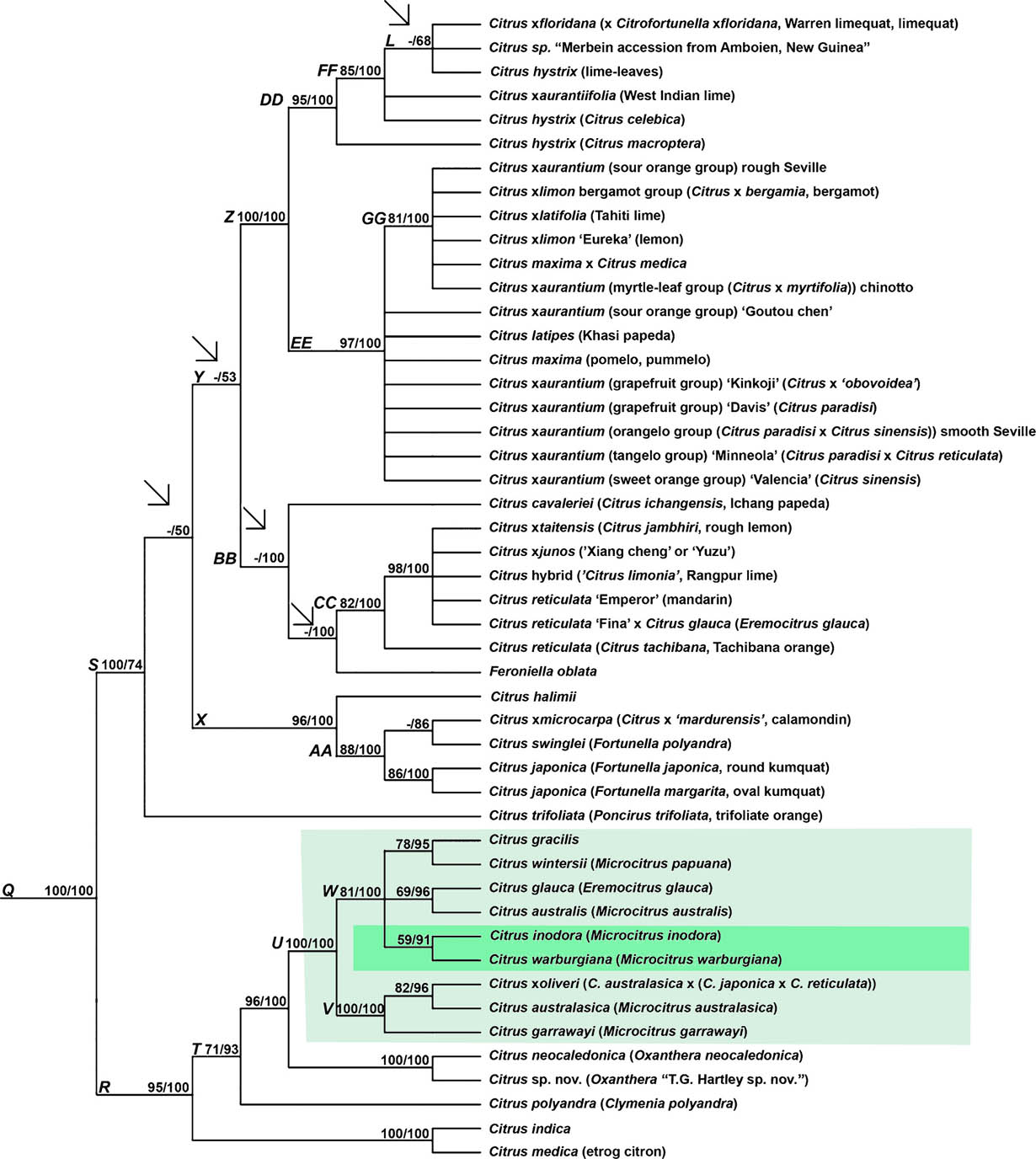
C. garrawayi est proche du citron caviar et du Faustrimédin

Microcitrus garrawayae (F.M.Bailey) Swingle ou Microcitrus garrowayi Swingle, J. Wash. Acad. Sci. 1915 sont synonymes. On trouve aussi Microcitrus garrowayi, Citrus garrowayi.

### Nom commun
En anglais Mount White Lime est usuel, et Garroway's Australian wild lime se rencontre.

## Morphologie
L'arbre mesure 9 à 15 m selon les sources,
Feuilles: limbes d'environ 2,5 à 5 cm de haut 1 à 3,5 cm de large. Rameaux feuillés souvent épineux. 
Fleur: Pétales glabres, d'environ 7 à 8 cm sur 0,3 cm, étamines de 0,4 à 0,5 cm de long. 
Fruit +/- cylindrique, 7 à 10 cm de haut sur 2,5 à 3,5 cm de diamètre, rugueux, grosses glandes à huile. Vésicules de jus dures, coriaces, en forme de croissant à oblong. Jus est acidulé.

### La graine
Le stockage et l'utilisation ex situ des graines de C. garrawayi étant problématique de nombreuses études ont été publiées sur la conservation des graines dont la capacité germinative n'est importante qu'à totale maturité. Leur cryoconservation est possible.
Ces recherches sont considérées comme exemplaire pour l'utilisation de technologies de conservation et la propagation pour la conservation de la diversité végétale australienne.

## Utilisation
La plante est commercialisée chez le pépiniéristes en Australie.

### Culinaire
T. K. Lim (2012) écrit: «le fruit a un potentiel en cuisine, par exemple le zeste râpé dans les mélanges d'épices, ou bien confit au sucre».

### Anti-inflammatoire
C. garrawayi contient des géranyl et isoprénalines furanocoumarines, garracoumarines spécifiques. Les garracoumarines A à E ont montré une activité anti-inflammatoire modérée (2018).

### Huile essentielle
Une publication australienne (2000) donne des indications sur la composition : il en existe de deux formes, dont les principaux composants varient: forme 1 avec monoterpène α-pinène (18 à 40 %), β-caryophyllène (7 à 12 %), l'α-humulène (2 à 17 %), globulol (4 à 10 %) et viridiflorol (4 à 10 %), et forme 2 sans α-pinène mais avec davantage de β-caryophyllène (17 à 30 %), et globulol et le viridiflorol un peu plus élevés, comme composants principaux. Cette HE n'existe pas sur le marché.

### Écologie
- Il est signalé rare[23]. Inscrit en Australie dans les espèces porteuses du chancre des agrumes (2016).
- L'espèce est classée rare et est protégée par la loi de 1992 sur la conservation de la nature du Queensland[19] en État de retour sur la bonne voie (BoT)[24].